# Chałupczyn
Chałupczyn (prononciation : [xaˈwupt͡ʂɨn]) est une localité polonaise de la gmina de Lubrza dans le powiat de Świebodzin de la voïvodie de Lubusz dans l'ouest de la Pologne.
Elle se situe à environ 3 kilomètres au sud-est de Lubrza (siège de la gmina), 7 kilomètres au nord-ouest de Świebodzin (siège du powiat), 40 kilomètres au nord de Zielona Góra (siège de la diétine régionale) et 52 kilomètres au sud de Gorzów Wielkopolski (capitale de la voïvodie).
La localité comptait approximativement une population de 11 habitants en 2009.

## Histoire
Le nom allemand de la localité était Hufen.
Après la Seconde Guerre mondiale, avec la mise en œuvre de la ligne Oder-Neisse, le territoire de la localité est intégré à la République populaire de Pologne. La population d'origine allemande est expulsée et remplacée par des polonais.
De 1975 à 1998, la localité appartenait administrativement à la voïvodie de Zielona Góra.

Depuis 1999, elle appartient administrativement à la voïvodie de Lubusz